# Ilva Mică
Ilva Mică is een Roemeense gemeente in het district Bistrița-Năsăud.
Ilva Mică telt 3448 inwoners.